# Кубок конфедерацій 2005
Кубок конфедерацій 2005 (англ. 2005 FIFA Confederations Cup) — сьомий Кубок конфедерацій, який пройшов з 15 по 29 червня 2005 року в Німеччині.

## Учасники
| Збірна    | Конфедерація | Кваліфікована як                 | Потраплянь | Дата кваліфікації |
| --------- | ------------ | -------------------------------- | ---------- | ----------------- |
| Німеччина | УЄФА         | Господар                         | 2          |                   |
| Бразилія  | КОНМЕБОЛ     | Переможець чемпіонату світу 2002 | 5          | 30 червня 2002    |
| Мексика   | КОНКАКАФ     | Переможець Золотого кубку 2003   | 5          | 27 липня 2003     |
| Аргентина | КОНМЕБОЛ     | Фіналіст Копа Америка 20041      | 4          | 25 липня 2004     |
| Туніс     | КАФ          | Переможець КАН-2004              | 1          | 14 лютого 2004    |
| Греція    | УЄФА         | Переможець Євро-2004             | 1          | 4 липня 2004      |
| Австралія | ОФК          | Переможець Кубок націй ОФК 2004  | 3          | 12 жовтня 2004    |
| Японія    | АФК          | Переможець Кубка Азії 2004       | 4          | 7 серпня 2004     |

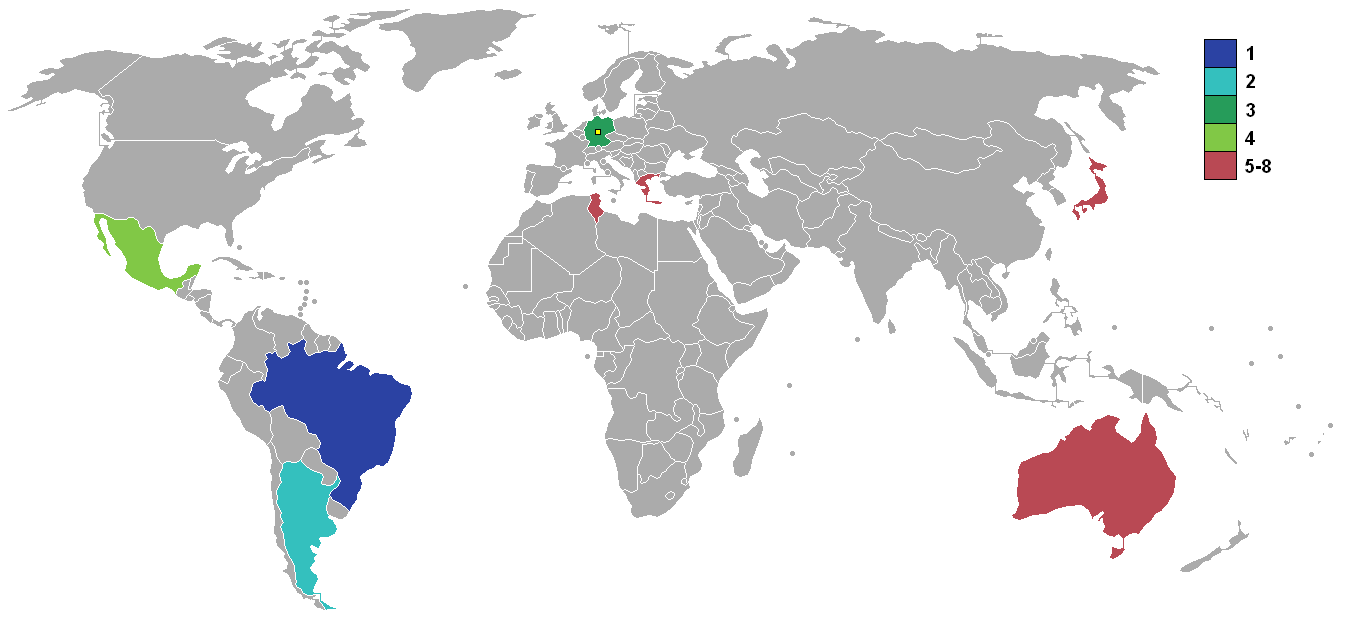
Країни-учасники турніру

1Переможець Копа Америка 2004 ( Бразилія) кваліфікувався на турнір ще раніше як переможець чемпіонату світу 2002.

## Стадіони
Всі матчі були зіграні на:
| Франкфурт-на-Майні  | Кельн                 | Ганновер         | Лейпциг           | Нюрнберг          |
| ------------------- | --------------------- | ---------------- | ----------------- | ----------------- |
| «Коммерцбанк-Арена» | «Рейн Енергі Штадіон» | «АВД-Арена»      | «Центральштадіон» | «Франкен-Штадіон» |
| Глядачів: 48 132    | Глядачів: 46 120      | Глядачів: 44 652 | Глядачів: 44 200  | Глядачів: 41 926  |
|                     |                       |                  |                   |                   |

## Арбітри
Список арбітрів, що обслуговували Кубок конфедерацій 2005:
- Карлос Амарілья
- Меттью Брізі
- Карлос Чандія
- Мурад Даамі
- Герберт Фандель
- Шамсул Майдін
- Любош Міхел
- Пітер Прендергаст
- Роберто Розетті

## Груповий етап

### Група A
| Збірна    | І | В | Н | П | ГЗ | ГП | РГ | О |
| --------- | - | - | - | - | -- | -- | -- | - |
| Німеччина | 3 | 2 | 1 | 0 | 9  | 5  | +4 | 7 |
| Аргентина | 3 | 2 | 1 | 0 | 8  | 5  | +3 | 7 |
| Туніс     | 3 | 1 | 0 | 2 | 3  | 5  | –2 | 3 |
| Австралія | 3 | 0 | 0 | 3 | 5  | 10 | –5 | 0 |

| 15 червня 2005 18:00 CEST |

| Аргентина                       | 2 – 1    | Туніс                |
| ------------------------------- | -------- | -------------------- |
| Рікельме 33' (пен.) Saviola 57' | Протокол | Гуемамдіа 72' (пен.) |

| «Рейн Енергі Штадіон», Кельн Глядачів: 28,033 Арбітр: Роберто Розетті (Італія) |

| 15 червня 2005 21:00 CEST |

| Німеччина                                                  | 4 – 3    | Австралія                   |
| ---------------------------------------------------------- | -------- | --------------------------- |
| Кураньї 17' Мертезакер 23' Баллак 60' (пен.) Подольскі 88' | Протокол | Скоко 21' Алоїзі 31', 90+2' |

| «Коммерцбанк-Арена», Франкфурт-на-Майні Глядачів: 46,466 Арбітр: Карлос Амарілья (Парагвай) |

| 18 червня 2005 18:00 CEST |

| Туніс | 0 – 3    | Німеччина                                    |
| ----- | -------- | -------------------------------------------- |
|       | Протокол | Баллак 74' (пен.) Швайнштайгер 80' Ханке 88' |

| «Рейн Енергі Штадіон», Кельн Глядачів: 44,337 Арбітр: Пітер Прендергаст (Ямайка) |

| 18 червня 2005 20:45 CEST |

| Австралія              | 2 – 4    | Аргентина                                 |
| ---------------------- | -------- | ----------------------------------------- |
| Алоїзі 61' (пен.), 70' | Протокол | Фігероа 12', 53', 89' Рікельме 31' (пен.) |

| «Франкен-Штадіон», Нюрнберг Глядачів: 25,218 Арбітр: Шамсул Майдін (Сінгапур) |

| 21 червня 2005 20:45 CEST |

| Австралія | 0 – 2    | Туніс           |
| --------- | -------- | --------------- |
|           | Протокол | Сантус 26', 70' |

| «Центральштадіон», Лейпциг Глядачів: 23,952 Арбітр: Карлос Чандія (Чилі) |

| 21 червня 2005 20:45 CEST |

| Аргентина                  | 2 – 2    | Німеччина              |
| -------------------------- | -------- | ---------------------- |
| Рікельме 33' Камб’яссо 74' | Протокол | Кураньї 29' Асамоа 51' |

| «Франкен-Штадіон», Нюрнберг Глядачів: 42,088 Арбітр: Любош Міхел (Словаччина) |

### Група B
| Збірна   | І | В | Н | П | ГЗ | ГП | РГ | О |
| -------- | - | - | - | - | -- | -- | -- | - |
| Мексика  | 3 | 2 | 1 | 0 | 3  | 1  | +2 | 7 |
| Бразилія | 3 | 1 | 1 | 1 | 5  | 3  | +2 | 4 |
| Японія   | 3 | 1 | 1 | 1 | 4  | 4  | 0  | 4 |
| Греція   | 3 | 0 | 1 | 2 | 0  | 4  | –4 | 1 |

| 16 червня 2005 18:00 CEST |

| Японія        | 1 – 2    | Мексика               |
| ------------- | -------- | --------------------- |
| Янагісава 12' | Протокол | Зінья 39' Фонсека 64' |

| «АВД-Арена», Ганновер Глядачів: 24,036 Арбітр: Меттью Брізі (Австралія) |

| 16 червня 2005 20:45 CEST |

| Бразилія                            | 3 – 0    | Греція |
| ----------------------------------- | -------- | ------ |
| Адріано 41' Робінью 46' Жунінью 81' | Протокол |        |

| «Центральштадіон», Лейпциг Глядачів: 42,507 Арбітр: Любош Міхел (Словаччина) |

| 19 червня 2005 18:00 CEST |

| Греція | 0 – 1    | Японія    |
| ------ | -------- | --------- |
|        | Протокол | Огуро 76' |

| «Коммерцбанк-Арена», Франкфурт-на-Майні Глядачів: 34,314 Арбітр: Герберт Фандель (Німеччина) |

| 19 червня 2005 20:45 CEST |

| Мексика      | 1 – 0    | Бразилія |
| ------------ | -------- | -------- |
| Борхетті 59' | Протокол |          |

| «АВД-Арена», Ганновер Глядачів: 43,677 Арбітр: Роберто Розетті (Італія) |

| 22 червня 2005 20:45 CEST |

| Греція | 0 – 0    | Мексика |
| ------ | -------- | ------- |
|        | Протокол |         |

| «Коммерцбанк-Арена», Франкфурт-на-Майні Глядачів: 31,285 Арбітр: Карлос Амарілья (Парагвай) |

| 22 червня 2005 20:45 CEST |

| Японія                 | 2 – 2    | Бразилія                   |
| ---------------------- | -------- | -------------------------- |
| Накамура 27' Огуро 88' | Протокол | Робінью 10' Роналдінью 32' |

| «Рейн Енергі Штадіон», Кельн Глядачів: 44,922 Арбітр: Мурад Даамі (Туніс) |

## Плей-оф
|  | Півфінали            | Півфінали            |   |                     | Фінал                          | Фінал |  |
|  |                      |                      |   |                     |                                |       |  |
|  | 25 червня - Нюрнберг |                      |   |                     |                                |       |  |
|  | Німеччина            | 2                    |   |                     |                                |       |  |
|  | Бразилія             | 3                    |   |                     |                                |       |  |
|  |                      |                      |   |                     |                                |       |  |
|  |                      |                      |   |                     | 29 червня - Франкфурт-на-Майні |       |  |
|  |                      |                      |   |                     | Бразилія                       | 4     |  |
|  |                      | Аргентина            | 1 |                     |                                |       |  |
|  |                      |                      |   |                     |                                |       |  |
|  |                      |                      |   |                     |                                |       |  |
|  |                      |                      |   |                     | Матч за третє місце            |       |  |
|  | 26 червня - Ганновер | 26 червня - Ганновер |   | 29 червня - Лейпциг | 29 червня - Лейпциг            |       |  |
|  | Мексика              | 1 (5)                |   | Німеччина (д.ч.)    | 4                              |       |  |
|  | Аргентина (пен.)     | 1 (6)                |   |                     | Мексика                        | 3     |  |

### Півфінали
| 25 червня 2005 18:00 CEST |

| Німеччина                         | 2 – 3    | Бразилія                               |
| --------------------------------- | -------- | -------------------------------------- |
| Подольскі 23' Баллак 45+3' (пен.) | Протокол | Адріано 21', 76' Роналдінью 43' (пен.) |

| «Франкен-Штадіон», Нюрнберг Глядачів: 42,187 Арбітр: Карлос Чандія (Чилі) |

| 26 червня 2005 18:00 CEST |

| Мексика       | 1 – 1 5 : 6 (пен.) | Аргентина    |
| ------------- | ------------------ | ------------ |
| Сальсідо 104' | Протокол           | Фігероа 110' |

| «АВД-Арена», Ганновер Глядачів: 40,718 Арбітр: Роберто Розетті (Італія) |

### Матч за 3-тє місце
| 29 червня 2005 18:00 CEST |

| Німеччина                                         | 4 – 3 (д.ч.) | Мексика                       |
| ------------------------------------------------- | ------------ | ----------------------------- |
| Подольскі 37' Швайнштайгер 41' Хут 79' Баллак 97' | Протокол     | Фонсека 40' Борхетті 58', 85' |

| «Центральштадіон», Лейпциг Глядачів: 43,335 Арбітр: Меттью Брізі (Австралія) |

### Фінал
| 29 червня 2005 20:45 CEST |

| Бразилія                                 | 4 – 1    | Аргентина |
| ---------------------------------------- | -------- | --------- |
| Адріано 11', 63' Кака 16' Роналдінью 47' | Протокол | Аймар 65' |

| «Коммерцбанк-Арена», Франкфурт-на-Майні Глядачів: 45,591 Арбітр: Любош Міхел (Словаччина) |

| Кубок конфедерацій 2005   |
| ------------------------- |
| · Бразилія · Другий титул |

## Нагороди
| Золотий м'яч        | Золотий бутс   | Фейр-плей |
| ------------------- | -------------- | --------- |
| Адріано             | Адріано        | Греція    |
| Срібний м'яч        | Срібний бутс   |           |
| Хуан Роман Рікельме | Міхаель Баллак |           |
| Бронзовий м'яч      | Бронзовий бутс |           |
| Роналдінью          | Джон Алоїзі    |           |

## Бомбардири

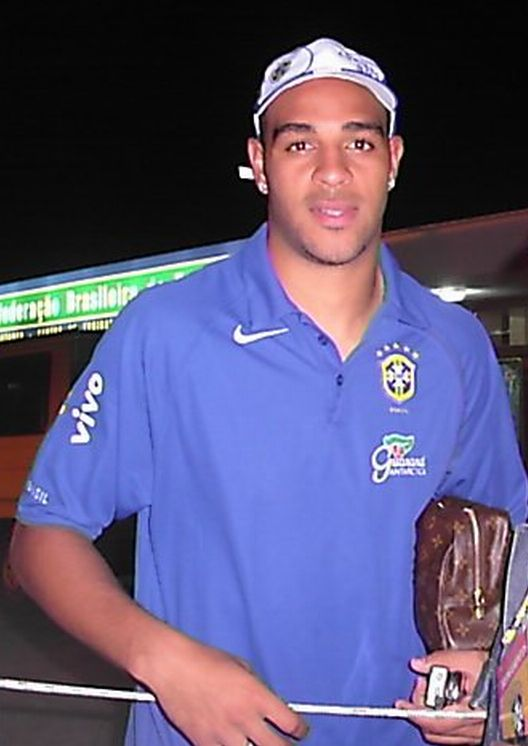
Адріано — найкращий бомбардир та гравець турніру

| 5 голів - Адріано 4 голи - Лусіано Фігероа - Джон Алоїзі - Міхаель Баллак 3 голи - Хуан Роман Рікельме - Роналдінью - Лукас Подольскі - Харед Борхетті | 2 голи - Робінью - Кевін Кураньї - Бастіан Швайнштайгер - Масасі Огуро - Франсіско Фонсека - Франсілеуду Сантус 1 гол - 15 гравців |  |